# Kome (antica Grecia)
Nell'antica Grecia, la kome (κώμη, 'villaggio'; plurale κῶμαι, komai) era una divisione territoriale inferiore al demo. Il termine rinviava all'intero agglomerato rurale, quindi tanto al villaggio, quanto al suo territorio e alla popolazione stessa. Più komai costituivano un demo.
La kome era quindi una piccola comunità rurale, costituita dal villaggio e dall'area coltivabile, purché in prossimità di vie di comunicazione.
Si distingueva un insediamento katà póleis e uno katà kómas; quest'ultimo era caratteristico dell'età arcaica e delle  aree meno sviluppate (in particolare, la Grecia occidentale e il Peloponneso).